# František Bureš (hudebník)
František Bureš (31. ledna 1900 Valašské Klobouky – 19. září 1959 tamtéž) byl český hudební skladatel a pedagog.

## Život
Narodil se soukeníku Františku Burešovi a manželce Veronice, rozené Šolkové. Byl široce vzdělaným hudebníkem. Na Pražské konzervatoři vystudoval klavír, varhany, housle, sborový zpěv i skladbu. Nejprve byl varhaníkem a ředitelem kůru u redemptoristů v kostele Panny Marie pod ochranou Božské Prozřetelnosti v Nerudově ulici v Praze na Malé Straně a současně vyučoval na Cimrově českoslovanské akademii hudby. V letech 1922–1926 byl ředitelem hudební školy v Lounech. Zde byl také 17. ledna 1924 oddán s Josefou Vlasákovou.
Po krátkém působení v klášteře premonstrátů v Želivi odešel na Slovensko a učil na středních školách v Bánské Bystrici, Modre a v Bratislavě.
Po odtržení Slovenska v roce 1939 učil na učitelských ústavech a gymnáziích v Brně a v Hořovicích. V letech 1945–1947 ve Valašském Meziříčí a posléze v Olomouci.
Byl pečlivý pedagog a plodný skladatel. Ve značné míře jeho dílo vychází z chrámových a pedagogických potřeb. Koncertní skladby však širší publikum nezaujaly. Po únorovém puči v roce 1948 se ani on nevyhnul komponování tendenčních „masových“ písní a sborů.

## Dílo

### Chrámové skladby
- Dvě vánoční Pange lingua (1920)
- Missa Siloënsis – želivská (1926)

### Komorní hudba
- Presto marcato pro housle a klavír (1925)
- Jarní nálada (1930)
- 1. smyčcový kvartet (1952)

### Varhanní skladby
- Preludium a fuga D-dur (1929)
- Koncertní fantasie (d-moll a c-moll – 1937)
- Meditační fantasie na chorál Sv. Václave (1938)

### Klavírní skladby
- Vzpomínka na Valašsko (1952)
- Idyla (1952)
- Dvanáct bravurních etud (1952)
- Jarní idyla (1953)

### Písně
- Probuzení jara (na slova Jaroslava Vrchlického – 1922)
- O zklamané lásce (na indické texty – 1954)